# Where We Are
Where We Are là album thứ mười của ban nhạc đến từ Ireland, Westlife. Nó đã được phát hành từ ngày 27 tháng 11 năm 2009 ở Ireland và 20 tháng 10 năm 2009 ở Anh dưới hãng Syco Music. Đĩa đơn đầu tiên từ album là "What About Now", nguyên gốc là bài hát của Daughtry đã được nhóm cover và phát hành ngày 23 tháng 10 năm 2009 dưới dạng đĩa đơn download và một ngày sau đó dưới dạng đĩa CD.
Album đã dừng chân ở vị trí #28 trên Bảng xếp hạng album cuối năm ở Anh với 427.000 bản tiêu thụ được.

## Thông tin
Ca khúc "Shadows" được viết bởi Ryan Tedder và AJ McLean, nguyên gốc là dành cho album thứ bảy của Backstreet Boys, This Is Us nhưng đã không có trong danh sách bài hát. Ca khúc đã được mua lại bởi ông chủ của hãng đĩa, Simon Cowell, để dành cho album thứ hai của Leona Lewis, Echo nhưng sau đó được quyết định là nó phù hợp với một ban nhạc nam hơn. Cuồi cùng, ca khúc đã được dành cho Westlife để thu âm.

## Danh sách track
| STT | Nhan đề                                                            | Sáng tác                                                  | Nhà sản xuất                                      | Thời lượng |
| --- | ------------------------------------------------------------------ | --------------------------------------------------------- | ------------------------------------------------- | ---------- |
| 1.  | "What About Now"                                                   | Ben Moody, David Hodges, Josh Hartzler                    | Steve Robson                                      | 4:11       |
| 2.  | "How to Break a Heart"                                             | Sam Watters, James Scheffer, Louis Biancaniello           | Louis Biancaniello, Sam Watters, Jim Jonsin       | 4:04       |
| 3.  | "Leaving"                                                          | Steven Lee Olsen, Bryn Christopher, Carl Falk             | Louis Biancaniello và Sam Watters cho MzMeriq     | 3:57       |
| 4.  | "Shadows"                                                          | Ryan Tedder, A. J. McLean                                 | Ryan Tedder                                       | 4:01       |
| 5.  | "Talk Me Down"                                                     | Simon Petty                                               | Steve Anderson                                    | 4:01       |
| 6.  | "Where We Are"                                                     | Ryan Tedder, Savan Kotecha                                | Ryan Tedde                                        |            |
| 7.  | "The Difference"                                                   | Scott Cutler, Anne Peven, Brian Kennedy Seals             | Scott Cutler, Anne Preven và Brian Kennedy Seals  | 3:30       |
| 8.  | "As Love Is My Witness"                                            | Connor Reeves, Jonathan Shorten                           | Martin Terefe                                     | 4:07       |
| 9.  | "Another World"                                                    | Steve Booker, Sophie Delila                               | Steve Booker                                      | 3:16       |
| 10. | "No More Heroes"                                                   | Lindy Robbins, Savan Kotecha, Emanuel Kiriakou            | Emanuel Kiriakou                                  | 3:58       |
| 11. | "Sound of a Broken Heart"                                          | Sam Watters, John Reid, Wayne Wilkins, Louis Biancaniello | Louis Biancaniello, Sam Watters and Wayne Wilkins | 3:51       |
| 12. | "Reach Out"                                                        | Chris Braide, Mark Feehily, Shaznay Lewis                 | Greg Wells, Chris Braide                          | 3:56       |
| 13. | "I'll See You Again"                                               | Shelly Poole, Andy Hill                                   | Emanuel Kiriakou, Andy Hill                       | 5:17       |
| 14. | "You Raise Me Up" (trực tiếp tại Croke Park, track bonus Nhật Bản) | Brendan Graham, Rolf Løvland                              | Decca                                             | 5:00       |

## Xếp hạng và chứng nhận
| Vị trí         | Vị trí cao nhất | Chứng nhận  |
| -------------- | --------------- | ----------- |
| Vương quốc Anh | 2               | 2x Bạch kim |
| Ireland        | 2               | 3x Bạch kim |
| Hàn Quốc       | 3               |             |
| Thụy Điển      | 8               | Vàng        |
| Hy Lạp         | 9               |             |
| New Zealand    | 13              | Vàng        |
| Thụy Sĩ        | 25              |             |
| Đức            | 42              |             |
| Áo             | 53              |             |
| México         | 71              |             |

| Bảng xếp hạng (2009) | Vị trí |
| -------------------- | ------ |
| Irish Albums Chart   | 8      |
| UK Albums Chart      | 28     |

## Thời gian phát hành
| Khu vực        | Ngày                    | Định dạng          | Hãng đĩa                 | Catalogue    |
| -------------- | ----------------------- | ------------------ | ------------------------ | ------------ |
| Ireland        | 27 tháng 11 năm 2009    | CD, Nhạc số tải về | RCA Records              | 88697611272  |
| Philippines    | 28 tháng 11 năm 2009    | CD, Nhạc số tải về | Sony Music Entertainment | 88697611272  |
| New Zealand    | 30 tháng 11 năm 2009    | CD, Nhạc số tải về | Sony Music Entertainment | 88697611272  |
| Na Uy          | 30 tháng 11 năm 2009    | CD, Nhạc số tải về | Sony Music Entertainment | 88697611272  |
| Nam Phi        | 30 tháng 11 năm 2009    | CD, Nhạc số tải về | Sony Music Entertainment | 88697611272  |
| Vương quốc Anh | 30 tháng 11 năm 2009    | CD, Nhạc số tải về | S/Syco Music             | 88697611272  |
| Hồng Kông      | 30 tháng 11 năm 2009    | CD, Nhạc số tải về | Sony Music Entertainment | 88697611272  |
| Hàn Quốc       | 1 tháng 12 năm 2009     | CD, Nhạc số tải về | Sony Music Entertainment | 88697611272  |
| Châu Âu        | 2 tháng 12 năm 2009     | CD, Nhạc số tải về | Sony Music Entertainment | 88697611272  |
| Phần Lan       | 2 tháng 12 năm 2009     | CD, Nhạc số tải về | Sony Music Entertainment | 88697611272  |
| Malaysia       | 2 tháng 12 năm 2009     | CD, Nhạc số tải về | Sony Music Entertainment | 88697611272  |
| Thụy Điển      | 2 tháng 12 năm 2009     | CD, Nhạc số tải về | Sony Music Entertainment | 88697611272  |
| Hà Lan         | 3 tháng 12 năm 2009     | CD, Nhạc số tải về | Sony Music               | 88697611272  |
| Đài Loan       | 4 tháng 12 năm 2009     | CD, Nhạc số tải về | Sony Music               | 88697611272  |
| Pháp           | 8 tháng 12 năm 2009     | CD, Nhạc số tải về | Sony Music               | B002RHP88S   |
| Nhật Bản       | 23 tháng 12 năm 2009    | CD, Nhạc số tải về | Sony Music Japan         | SICP2509     |
| Thái Lan       | 21 tháng 1 năm 2010     | CD, Nhạc số tải về | Sony Music               | 88697611272  |
| Úc             | 22 tháng 1 năm 2010     | CD, Nhạc số tải về | Sony Music               | 88697611272  |
| Trung Quốc     | 25 tháng 1 năm 2010     | CD, Nhạc số tải về | Sony Music               | 88697611272  |
| Áo             | ngày 5 tháng 2 năm 2010 | CD, Nhạc số tải về | Sony Music               | 88697611272  |
| Đức            | ngày 5 tháng 2 năm 2010 | CD, Nhạc số tải về | Sony Music               | 88697611272  |
| Thụy Sĩ        | ngày 5 tháng 2 năm 2010 | CD, Nhạc số tải về | Sony Music               | 88697611272  |
| México         | 15 tháng 3 năm 2010     | CD, Nhạc số tải về | Sony Music               | 886976112721 |
| Cộng hòa Séc   | 5 tháng 4 năm 2010      | CD, Nhạc số tải về | Sony Music               | 289173       |
| Slovakia       | 5 tháng 4 năm 2010      | CD, Nhạc số tải về | Sony Music               | 289173       |